# モリスビル (ノースカロライナ州)
モリスビル（英: Morrisville）は、アメリカ合衆国ノースカロライナ州のウェイク郡とダーラム郡に跨る町である。ウェイク郡の方に大半が入っている。人口は2万9630人（2020年）。
モリスビルはリサーチ・トライアングル都市圏に属している。この都市圏名称は1959年にリサーチ・トライアングル・パークが創設されたことから生まれた。州都ローリーとダーラム両市の中間にある。リサーチ・トライアングル都市圏は、アメリカ合衆国国勢調査局の定義するローリー・ダーラム・ケーリー広域都市圏に入っている。

## 歴史
モリスビルとなった地域は当初の1852年にジェレマイア・モリスにちなんでモリスと名付けられた。モリスはノースカロライナ鉄道の駅、給水塔、その他の建物のために土地を寄付した。鉄道に加えて、チャペルヒル、ローリー、ヒルズボロに通じる道路の交差点にあったことで、町は成長を続けた。
南北戦争の最終盤である1865年4月13日、モリスビルの戦いが起こり、北軍ジャドソン・キルパトリック将軍の指揮する騎兵隊がモリスビル駅で、撤退する南軍と小競り合いを演じた。南軍は残っていた物資と負傷兵を西のグリーンズボロに移動させることに成功したが、北軍ウィリアム・シャーマン将軍の騎兵隊が南軍に列車を残したまま、ダーラムに撤退するように仕向け、最後はベネットプレースで南軍最大の部隊が降伏することになった。
モリスビルの歴史標識には、次のように書かれている。
モリスビル駅: 1865年4月16日、北軍ウィリアム・T・シャーマン将軍の騎兵隊がローリーを占領し、鉄道に沿って西に撤退する南軍を追撃した。ヒルズボロ鉄道に沿った地点で殿軍の小競り合いが起こり、戦闘はモリスビルに着くまで続いた。北軍は騎兵隊と砲兵隊を使って南軍の物資と負傷兵を積んだ貨車を攻撃した。南軍は撤退する前に騎兵隊が攻撃を受け止めて遅延工作を行い、負傷兵を積んだ貨車を逃がしたが、物資の方は放棄した。これはシャーマンの方面作戦では最後の騎兵戦となった。翌日夜、南軍指揮官ジョセフ・ジョンストン将軍の伝令が、休戦の提案を持って馬でモリスビルにあった北軍のキャンプに入った。その後のジョンストンとシャーマンの間で行われた交渉で、4月26日、ダーラムのベネット農園で、南北戦争では最大の南軍部隊降伏となった。
この歴史標識は、コミッショナーであるC・T・ムーアの記憶で書かれたとしている。
町は1875年に正式に法人化されたが、1933年に法人を返上した。その後の1947年に認証され、法人格を回復した。
著名な画家のメイベル・ピュー（1891年-1986年）がモリスビルで生まれた。
モリスビル町内にあるアメリカ合衆国国家歴史登録財に指定されているものとしては、モリスビル・キリスト教教会、ウィリアムソン・ペイジ邸、ピュー邸がある。

## 地理
モリスビル町は北緯35度49分39秒 西経78度49分44秒 / 北緯35.82750度 西経78.82889度 (35.827493, -78.828930)に位置している
アメリカ合衆国国勢調査局に拠れば、町域全面積は8.3平方マイル (21.5km2)であり、このうち陸地8.3平方マイル (21.4 km2)、水域は0.04平方マイル (0.1km2)で水域率は0.62%である。
モリスビルはノースカロライナ州の中央部北東寄りにあり、ピードモント台地と大西洋海岸平原が出会う位置にある。この場所は内陸側が高くなり、クリークや川に滝が現れ始め、その点が線上に繋がることで「滝線」と呼ばれている。ピードモント台地の中心にあるフキーバリナは大西洋岸にあるアトランティックビーチ町から西に車で約3時間、グレートスモーキー山脈からは東に車で約4時間の位置にある。
モリスビルの中学部はクラブツリー・クリークの上流にあり、そのクリークが町の南東部にあるクラブツリー湖に注いでいる。

### 気候
モリスビルは、温暖な亜熱帯気候にあり、春、秋、冬は気温が温和である。夏は通常暑く、湿度が高い。冬の日中の最高気温は50°F 台前半 (10 to 13 °C)、最低気温は30°F台 の前半から半ば (-2 - +2 °C) にある。ただし時として60 °F (15 °C) 以上になることもよくある。そうかと思ううと、最高気温が30°F台 (-2 °C) にならない日もある。一冬では主に2月に雪が降る日が1日、2日あるのが普通である。春と秋の日中は通常70°F台の前半から半ば (20°C台前半)、夜の最低気温は50°F台前半 (10 to 14 °C) になる。夏の日中は80°F台後半から90°F台前半 (29 to 35 °C)に達することも多い。雨が多いのは7月と8月である。

## 町政府
モリスビルは町は町政委員会・町マネジャー方式の政府を採用している。市民は町を統治する政体に1人の町長と町政委員を選出する。町マネジャーは町政委員会が指名し、町政の全てを管理する行政官の長を務める。2015年時点の町長はマーク・ストールマンであり、現任期は2017年までである。
ノースカロライナ州歯科検査官委員会の本部がモリスビルにある。

## 人口動態
以下は2010年国勢調査による人口統計データである。
| 基礎データ - 人口: 18,576 人 - 世帯数: 7,641 世帯 - 家族数: 4,752 家族 - 人口密度: 864.0人/km2（2,237.7 人/mi2） - 住居数: 8,357 軒 - 住居密度: 390.5軒/km2（1,006.9 軒/mi2） 人種別人口構成 - 白人: 54.0% - アフリカン・アメリカン: 12.9% - ネイティブ・アメリカン: 0.4% - アジア人: 27.2% - その他の人種: 2.0% - 混血: 3.4% - ヒスパニック・ラテン系: 5.9% 年齢別人口構成 - 18歳未満: 27.0% - 18-24歳: 6.0% - 25-44歳: 44.4% - 45-64歳: 18.4% - 65歳以上: 4.3% - 年齢の中央値: 33歳 - 性比（女性100人あたり男性の人口） - 総人口: 96.7 - 18歳以上: 93.2 | 世帯と家族（対世帯数） - 18歳未満の子供がいる: 37.1% - 結婚・同居している夫婦: 50.3% - 未婚・離婚・死別女性が世帯主: 8.9% - 非家族世帯: 37.8% - 単身世帯: 30.0% - 65歳以上の老人1人暮らし: 2.5% - 平均構成人数 - 世帯: 2.43人 - 家族: 3.11人 収入と家計（2000年データ） - 収入の中央値 - 世帯: 56,548米ドル - 家族: 64,625米ドル - 性別 - 男性: 46,750米ドル - 女性: 34,528米ドル - 人口1人あたり収入: 32,243米ドル - 貧困線以下 - 対人口: 4.6% - 対家族数: 3.4% - 18歳未満: 4.1% - 65歳以上: 13.0% |

アジア系アメリカ人が多く、地元では「リトル・インディア」とも呼ばれ、特に技術系産業の拡大によって、州内でも人種・民族的に最大級に多様化の進んだ町である。

## 経済
モリスビルはリサーチ・トライアングル・パーク、ローリー・ダーラム国際空港、また州間高速道路40号線に近いので、事務所、軽工業、ホテルの立地として魅力あるものになっている。コンピュータ技術、臨床試験、通信事業が強い存在感がある。中国系パソコン・メーカーのレノボ・アメリカ本社は2014年時点で2,215人を雇用しており、地域では最大級である。その他モリスビルを本拠とする企業としては、ソフトウェアのオラクル（元テクレック）、QBEファーストがある。
ミッドウェイ・エアラインズは2003年に解散するまで、モリスビルに本社を置いていた。
モリスビル商工会議所が町の経済発展を推進している。
その他の地域雇用主として、次のものがある。
| - iContact - クレディ・スイス - シスコシステムズ - ネットアップ - PPD - クインタイルズ - フィデリティ・インベストメンツ | - IBM - イッシュアー・ダイラクト・コーポレーション - モデュスリンク - JDSU - サリックス - シェラトン - タイム・ワーナー・ケーブル | - トライアングル・ユナイテッド・ウェイ - メットライフ - AT&T - ホテル・インディゴ - マージ・ヘルスケア - ヘルスケア - ビューラー・モーター |

## 公園とレクリエーション
モリスビルには以下の6つの公園と1つのコミュニティセンターがある
- モリスビル・コミュニティ公園 - ハッチャー・クリーク緑地道路、賃貸シェルター、運動場、東屋、ピクニック・シェルターがある[28]
- シャイロー・コミュニティ公園 & ルーサー・グリーン・コミュニティセンター - 運動場、ピクニック・シェルター、バスケットボールコート、遊技場がある[29]
- クラブツリー・クリーク自然公園  - 広さ34エーカー (140,000 m2) の森と湿地、多目的運動場がある[30]
- ラリタン公園 - 東屋や開放空間、サンドバレーボールコートがある[31]
- インディアン・クリーク・グリーンウェイとトレイルヘッド - ピクニック・シェルター2つ、遊技場、手洗い所、1.8マイル (3 km) の歩道がある[32]
- シーダーフォーク地区公園 - 広さ37エーカー (150,000 m2)、多目的運動場8面がある[33]
- 教会通り公園 - クリケット場とテニスコートがある[34]

町内には青年バスケットボール、野球、ソフトボール、サッカー、クリケットなど、青年スポーツの集団が幾つかある。

## 交通

### 旅客輸送

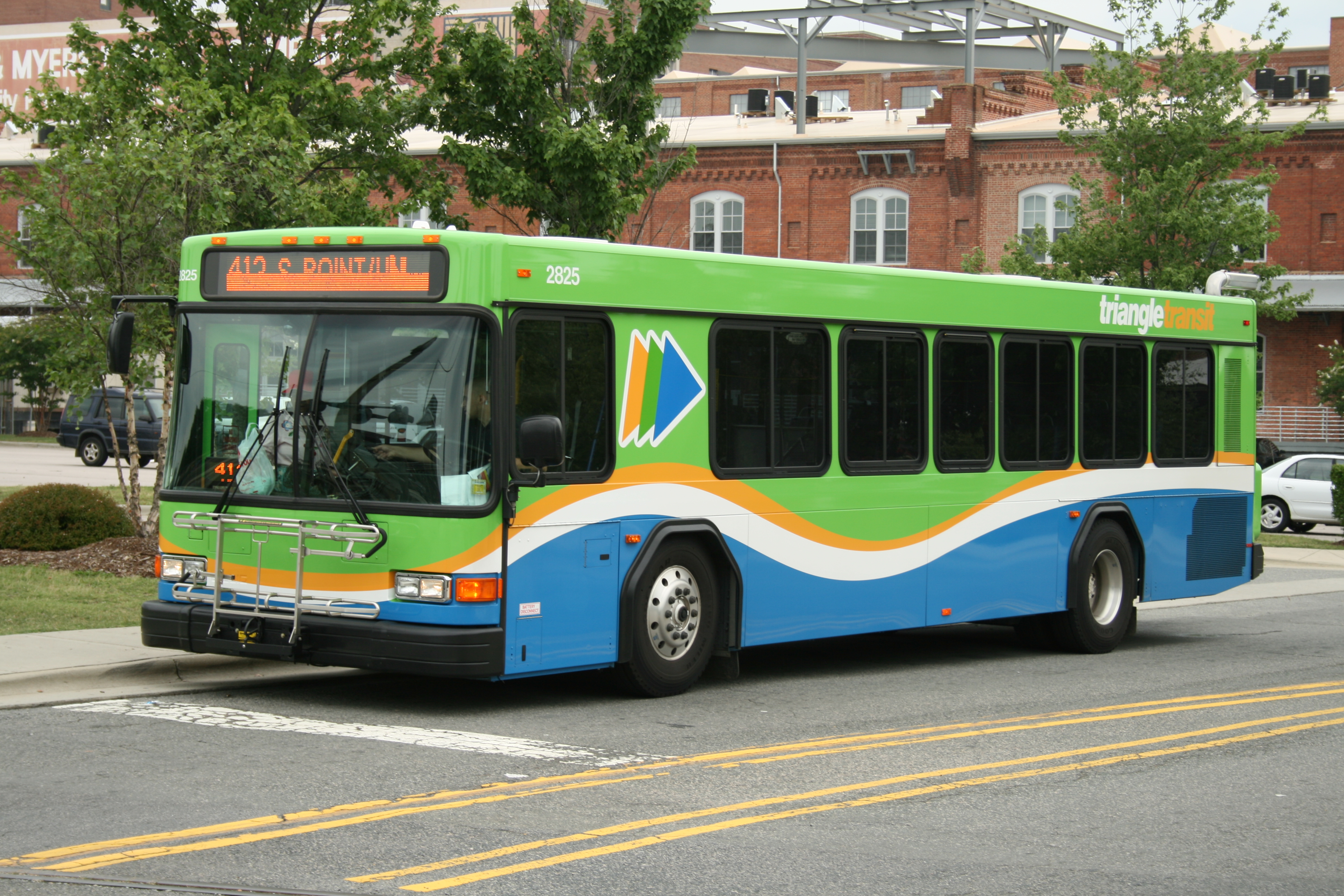
トライアングル交通バス

- 航空: ローリー・ダーラム国際空港がウェイク郡北西部、州間高速道路40号線沿いにあり、モリスビルの真北にある
- 町内を旅客列車は通っていない。アムトラックの旅客列車は近くのローリーとケーリーで停車している。
- バス: トライアングル交通局がバス便を運行しており、地域内と、ローリー、ダーラム、チャペルヒルなどの都市を結んでいる。

### 道路
- ノースカロライナ州道54号線、町内を通る幹線道であり、ケーリー、ローリー、ダーラム、チャペルヒルと繋がれている
- 州間高速道路40号線、町の東部を通っている
- 州間高速道路540号線/ノースカロライナ州道540号線、町の西部を通っている。州間高速道路40号線、ノースローリー、ローリー・ダーラム国際空港、ウェイク郡東部にアクセスできる
- ノースカロライナ州道147号線、町の北部を通り、ダーラムにアクセスできる